# Водрі
Водрі́ (фр. Vaudry) — колишній муніципалітет у Франції, у регіоні Нормандія, департамент Кальвадос. Населення — 1504 осіб (2011).
Муніципалітет був розташований на відстані близько 240 км на захід від Парижа, 55 км на південний захід від Кана.

## Історія
До 2015 року муніципалітет перебував у складі регіону Нижня Нормандія. Від 1 січня 2016 року належав до нового об'єднаного регіону Нормандія.
1 січня 2016 року Водрі, Кулонс, Мезонсель-ла-Журдан, Руллур, Сен-Жермен-де-Тальванд-ла-Ланд-Вомон, Трюттме-ле-Гран, Трюттме-ле-Петі i Вір було об'єднано в новий муніципалітет Вір-Норманді.

## Демографія
Динаміка населення (EHESS і Insee ):
Розподіл населення за віком та статтю (2006):
| Стать | Всього | До 15 років | 15-24 | 25-44 | 45-64 | 65-85 | Понад 85 |
| --- | ------ | ----------- | ----- | ----- | ----- | ----- | -------- |
| Чоловіки | 742    | 152         | 72    | 148   | 222   | 128   | 20       |
| Жінки | 748    | 68          | 72    | 144   | 254   | 164   | 46       |
| \| Статево-вікова піраміда \| Статево-вікова піраміда \| Статево-вікова піраміда \| \| ----------------------- \| ----------------------- \| ----------------------- \| \| Чоловіки \| Вік \| Жінки \| \| 20 \| 85 + \| 46 \| \| 20 \| 80-84 \| 20 \| \| 48 \| 75-79 \| 72 \| \| 32 \| 70-74 \| 44 \| \| 28 \| 65-69 \| 28 \| \| 63 \| 60-64 \| 67 \| \| 63 \| 55-59 \| 75 \| \| 40 \| 50-54 \| 56 \| \| 56 \| 45-49 \| 56 \| \| 56 \| 40-44 \| 52 \| \| 28 \| 35-39 \| 28 \| \| 32 \| 30-34 \| 32 \| \| 32 \| 25-29 \| 32 \| \| 32 \| 20-24 \| 16 \| \| 40 \| 15-20 \| 56 \| \| 56 \| 10-14 \| 24 \| \| 56 \| 5-9 \| 20 \| \| 40 \| 0-4 \| 24 \| |        |             |       |       |       |       |          |
| Статево-вікова піраміда |        |             |       |       |       |       |          |
| Чоловіки | Вік    | Жінки       |       |       |       |       |          |
| 20 | 85 +   | 46          |       |       |       |       |          |
| 20 | 80-84  | 20          |       |       |       |       |          |
| 48 | 75-79  | 72          |       |       |       |       |          |
| 32 | 70-74  | 44          |       |       |       |       |          |
| 28 | 65-69  | 28          |       |       |       |       |          |
| 63 | 60-64  | 67          |       |       |       |       |          |
| 63 | 55-59  | 75          |       |       |       |       |          |
| 40 | 50-54  | 56          |       |       |       |       |          |
| 56 | 45-49  | 56          |       |       |       |       |          |
| 56 | 40-44  | 52          |       |       |       |       |          |
| 28 | 35-39  | 28          |       |       |       |       |          |
| 32 | 30-34  | 32          |       |       |       |       |          |
| 32 | 25-29  | 32          |       |       |       |       |          |
| 32 | 20-24  | 16          |       |       |       |       |          |
| 40 | 15-20  | 56          |       |       |       |       |          |
| 56 | 10-14  | 24          |       |       |       |       |          |
| 56 | 5-9    | 20          |       |       |       |       |          |
| 40 | 0-4    | 24          |       |       |       |       |          |

## Економіка
2010 року серед 903 осіб працездатного віку (15—64 років) 625 були активними, 278 — неактивними (показник активності 69,2%, у 1999 році було 69,3%). З 625 активних мешканців працювало 589 осіб (297 чоловіків та 292 жінки), безробітними було 36 (12 чоловіків та 24 жінки). Серед 278 неактивних 88 осіб було учнями чи студентами, 147 — пенсіонерами, 43 були неактивними з інших причин.

У 2010 році в муніципалітеті числилось 617 оподаткованих домогосподарств, у яких проживали 1447,0 особи, медіана доходів виносила 20 617 євро на одного особоспоживача